# Principes implicites de la Constitution du Canada
Les principes implicites de la Constitution du Canada (ou principes sous-jacents) sont des principes à valeur constitutionnelle dégagés par la Cour suprême du Canada dans l'interprétation de la Constitution du Canada. Ils découlent généralement du texte de la Constitution, mais quelques-uns s'en éloignent.
La Constitution du Canada étant la norme juridique suprême du pays, les principes implicites reconnus s'imposent à l'ensemble du droit canadien.

## Portée
Les principes implicites de la Constitution du Canada ne peuvent contredire le texte de la Constitution : au contraire, ils en émanent. Par contre, ils peuvent combler un vide juridique ou servir à interpréter d'autres normes de la Constitution.

## Naissance
Les premiers principes implicites de la Constitution du Canada ont trouvé leur source dans le préambule de la Loi constitutionnelle de 1867. Cette disposition prévoit que : 

« Considérant que les provinces du Canada, de la Nouvelle-Écosse et du Nouveau-Brunswick ont exprimé le désir de contracter une Union Fédérale pour ne former qu’une seule et même Puissance (Dominion) sous la couronne du Royaume-Uni de la Grande-Bretagne et d’Irlande, avec une constitution reposant sur les mêmes principes que celle du Royaume-Uni »

— Loi constitutionnelle de 1867
Ainsi, les tribunaux ont importé des principes constitutionnels se trouvant dans la constitution du Royaume-Uni. De même, les tribunaux ont élaboré un 
principe de déclaration des droits implicite.
Après le renvoi de 1981 Résolution pour modifier la Constitution, cette notion fut énoncée de nouveau en 1998 dans le Renvoi relatif à la sécession du Québec :
« La Constitution du Canada comprend le système global des règles et principes qui régissent la répartition ou l'exercice des pouvoirs constitutionnels dans l'ensemble et dans chaque partie de l'État canadien. (...) Ces règles et principes ressortent de la compréhension du texte constitutionnel lui‑même, de son contexte historique et des diverses interprétations données par les tribunaux en matière constitutionnelle. »

## Principes consacrés
Voici quelques principes érigés en norme constitutionnelle et de principe fondamental :
- la déclaration des droits implicite
- le constitutionnalisme[1]
- la démocratie[1]
- le fédéralisme[1],[2]
- le gouvernement responsable[3]
- l'indépendance de la magistrature[4]
- la primauté du droit[1],[5]
- le privilège parlementaire[6]
- le respect des minorités[1]

## Impossibilité de contourner la clause nonobstant au moyen des principes non écrits
D'après la décision Hak de 2021, il n'est pas possible de s'appuyer sur les principes non écrits de la Constitution pour contester une loi qui utilise la clause nonobstant, comme la Loi sur la laïcité de l'État par exemple, lorsque le droit invoqué en parallèle aux principes fait partie des droits énumérés aux articles 2 et 7 à 15 de la Charte canadienne, lesquels peuvent être temporairement mis de côté par la disposition de dérogation (la grande majorité des droits de la Charte canadienne s'y trouvent). Le juge qui a présidé le procès s'appuie notamment sur l'arrêt Imperial Tobacco de la Cour suprême du Canada : 

« 66  […] Autrement dit, les arguments soulevés par les appelants ne reconnaissent pas que, dans une démocratie constitutionnelle telle que la nôtre, la protection contre une loi que certains pourraient considérer injuste ou inéquitable ne réside pas dans les principes amorphes qui sous‑tendent notre Constitution, mais dans son texte et dans l’urne électorale.  Voir Bacon c. Saskatchewan Crop Insurance Corp. (1999), 1999 CanLII 12234 (SK CA), 180 Sask. R. 20 (C.A.), par. 30; Elliot, p. 141‑142; Hogg et Zwibel, p. 718; et Newman, p. 187.
67 La primauté du droit n’est pas une invitation à banaliser ou à remplacer les termes écrits de la Constitution.  Il ne s’agit pas non plus d’un instrument permettant à celui qui s’oppose à certaines mesures législatives de s’y soustraire.  Au contraire, elle exige des tribunaux qu’ils donnent effet au texte constitutionnel, et qu’ils appliquent, quels qu’en soient les termes, les lois qui s’y conforment. [...] »

Aussi, d'après l'arrêt Westmount (Ville de) c. Québec (Procureur général), le texte même de la Constitution ne peut être vidé de son sens en invoquant les principes non écrits.
La Cour suprême réaffirme cette conclusion dans l'arrêt Toronto (Cité) c. Ontario (Procureur général) dans une décision rendue à cinq juges contre quatre. Cette décision affirme aussi de manière catégorique que les principes non-écrits ne peuvent jamais servir à invalider des dispositions législatives.